# Megasemum
Megasemum is een kevergeslacht uit de familie van de boktorren (Cerambycidae). De wetenschappelijke naam van het geslacht werd voor het eerst geldig gepubliceerd in 1879 door Kraatz.

## Soorten
Megasemum omvat de volgende soorten:
- Megasemum asperum (LeConte, 1854)
- Megasemum quadricostulatum Kraatz, 1879